# 三宅占二
三宅 占二（みやけ せんじ、1948年1月26日 -  ）は、日本の実業家。元キリンホールディングス代表取締役社長。

## 概要
1948年、東京都生まれ。慶應義塾中等部、慶應義塾高等学校を経て、1970年に慶應義塾大学経済学部を卒業後、キリンビール株式会社に入社。1988年に大阪支社営業第2部長となる。1993年、ハイネケン・ジャパン株式会社（現：ハイネケン・キリン株式会社）取締役副社長を務める。2007年キリンビール株式会社代表取締役社長に就任。2009年キリンホールディングス株式会社代表取締役副社長を経て、2010年よりキリンホールディングス代表取締役社長となる。

## 略歴
- 1970年3月 慶應義塾大学経済学部卒業
- 1970年4月 キリンビール株式会社入社
- 1988年10月 大阪支社営業第２部長
- 1993年1月 ハイネケン・ジャパン株式会社取締役副社長
- 1997年3月 マーケティング本部営業推進第１部長
- 1998年9月 営業本部営業部長
- 2000年3月 首都圏営業本部広域営業部長
- 2001年10月 東海地区本部長
- 2002年3月 取締役東海地区本部長
- 2003年3月 執行役員東海地区本部長
- 2004年3月 常務執行役員首都圏地区本部長
- 2005年9月 常務執行役員首都圏統括本部長
- 2006年3月 常務執行役員国内酒類カンパニー社長
- 2007年7月 キリンビール株式会社（キリンホールディングス株式会社から分社化）代表取締役社長
- 2009年3月 キリンホールディングス株式会社代表取締役副社長
- 2010年3月 代表取締役社長
- 2015年3月 代表取締役会長[3]